# Ethioterpia marmorata
Ethioterpia marmorata là một loài bướm đêm trong họ Noctuidae.